# Lapačko Polje
Lapačko Polje är en slätt i Kroatien. Den ligger i den centrala delen av landet, 140 km söder om huvudstaden Zagreb.